# Pantazi Ghica
Pantazi Ghica (Bucarest, 1831-Bucarest, 1882) fue un publicista, periodista y escritor rumano.

## Biografía
Nacido en 1831 en Bucarest, terminó sus estudios de derecho en París. Fue durante un tiempo fiscal y presidente del Tribunal, luego en 1858 abrazó la carrera de abogado y en 1860 fue prefecto de Ialomiţa. Falleció el 19 de julio de 1882 en Bucarest y fue enterrado en Ghergani.
Como periodista, colaboró en Stindardul, Nuvelistul, Românul, Naţionalul, Literatorul. Publicó Neacşa şi Mircore (1861), Mărgăriărel, legendă (1861), Impresit de câlătorie din Moldova (1863), Schițe din Societatea română (1863) y Adulter (novela 1873). Luego, para el teatro, escribió Al cuvîntul en colaboración con otros escritores y Sterian Pătitul, una comedia en 3 actos. Publicó numerosas canciones, entre ellas Cloşca cu puii.